# 樟腦寮車站

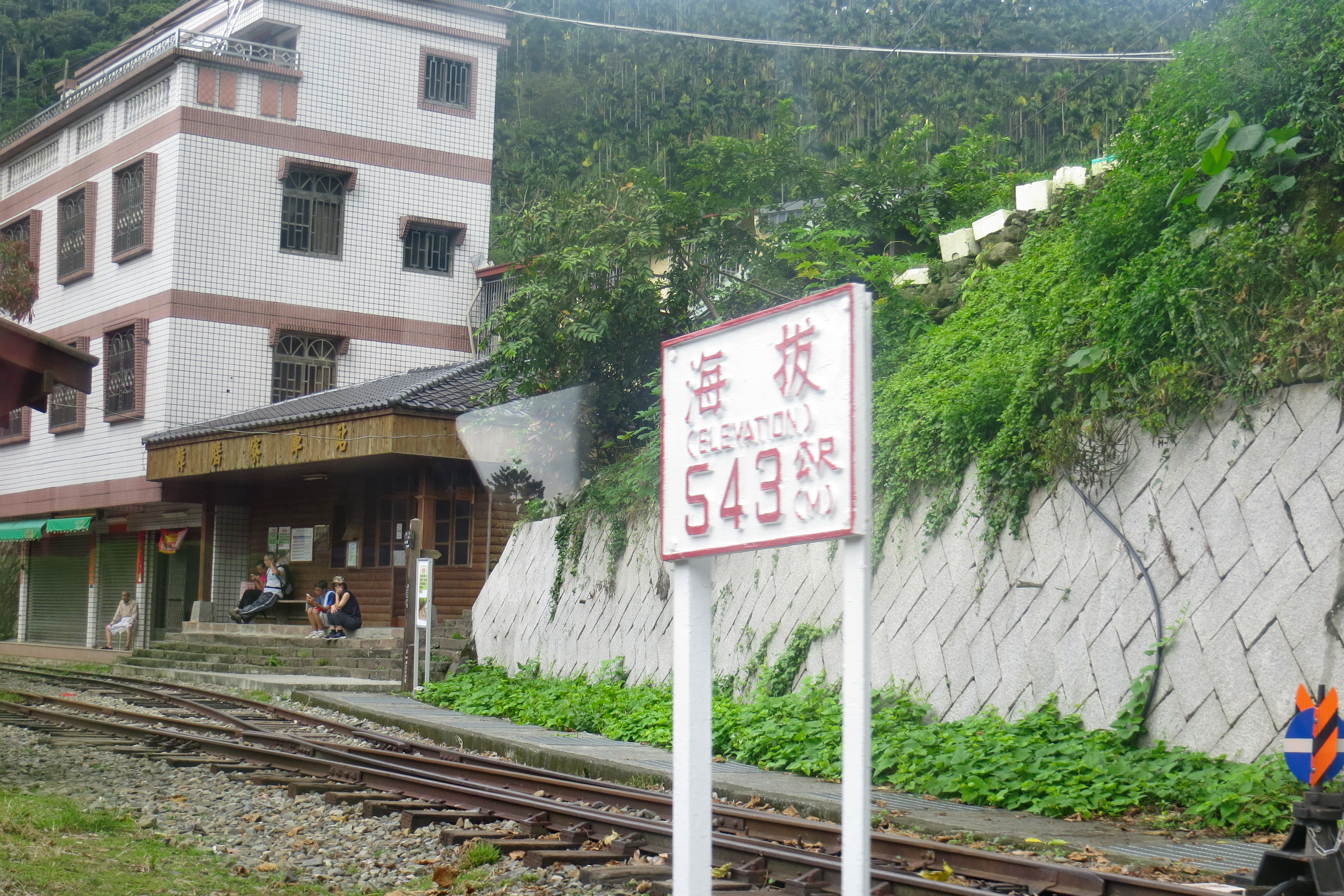
樟腦寮車站，海拔543公尺。

樟腦寮車站位於台灣嘉義縣竹崎鄉，為林務局阿里山林業鐵路阿里山線之鐵路車站。

## 車站構造
站房最左有候車的坐位，中間有買票的窗口，右面是辦公室。看來像是木建的，其實只是在外牆加上原木，站房旁設有供蒸汽機車加水用的水鶴，不過現已停用。

## 利用狀況
- 阿里山線（主線）的停靠站。2016年1月3日~2017年9月1日，周日辦理312次中興號與1次阿里山號列車交會，為台灣唯一可使用之折返式車站[1][2]。

## 車站週邊
- 有民居和商店。
- 獨立山步道

## 歷史
- 1912年10月1日：設立「樟腦寮驛」。